# Klaudia Słowińska
Klaudia Słowińska (13 augustus 1999) is een voetbalspeelster uit Polen. Ze speelt als middenvelder voor GKS Katowice in de Ekstraliga.

## Clubcarrière
Słowińska speelde in haar jeugdjaren voor Sztorm Gdynia. Vervolgens maakte ze haar profdebuut voor Sztorm Gdańsk. Na vier jaar maakte ze de overstap naar stadsgenoot AP Orlen Gdańsk. Voor deze club kwam ze tot negentig competitiewedstrijden waarin ze achttien keer tot scoren kwam. In 2023 ging Słowińska een nieuw dienstverband aan bij competitiegenoot GKS Katowice.

## Statistieken
| Seizoen | Club            | Land   | Competitie | Wedstrijden | Doelpunten |
| ------- | --------------- | ------ | ---------- | ----------- | ---------- |
| 2021/22 | AP Orlen Gdańsk | Polen  | Ekstraliga | 7           | 8          |
| 2022/23 | AP Orlen Gdańsk | Polen  | Ekstraliga | 3           | 4          |
| 2023/24 | GKS Katowice    | Polen  | Ekstraliga | 22          | 4          |
| 2024/25 | GKS Katowice    | Polen  | Ekstraliga | 18          | 4          |
| Totaal  | Totaal          | Totaal | Totaal     | 50          | 20         |

Bijgewerkt t/m 8 mei 2025.

## Interlandcarrière
Słowińska kwam als jeugdinternational uit voor Polen -17 en Polen -19. Słowińska maakte haar debuut voor het Poolse nationale team door in de tweede helft in te vallen van een 2-1 uitoverwinning op Roemenië op 25 oktober 2024. In een 5-1 Nations League overwinning op Bosnië en Herzegovina op 4 april 2025 maakte ze haar eerste interlanddoelpunt.